# Rohrleitungs- und Instrumentenfließschema

R&I-Fließschema einer Pumpenvorlage

Unter einem Rohrleitungs- und Instrumentenfließschema (R&I-Fließschema) (engl.: piping and instrumentation diagram, P&ID) wird ein ausführliches Diagram bzw. Schema in der Anlagen- und Verfahrenstechnik verstanden, welches mithilfe von graphischen Symbolen für Anlagenteile und Rohrleitungen sowie für die Mess-, Steuer- und Regelfunktionen die technische Realisierung eines Verfahrens illustriert.
Das R&I-Fließschema basiert auf dem Verfahrensfließschema und bildet alle Apparate, Maschinen, Fließlinien (Rohrleitungen, Transportwege), Armaturen, und Fittings ab. Diese müssen hierbei nach ISO 10628-2 dargestellt werden. Die Mess-, Steuer- und Regelaufgaben aus der Prozessleittechnik müssen nach IEC 62424 abgebildet werden. R&I-Fließschemata bilden einen wichtigen Teil der vollständigen technischen Unterlagen, die für Planung, Bau, Montage, Verwaltung, Inbetriebnahme, Betrieb, Wartung und Außerbetriebnahme einer Anlage benötigt werden. Zudem dienen R&I-Fließschemata dem Informationsaustausch zwischen den an der Entwicklung, dem Bau, der Montage, dem Betrieb und der Wartung derartiger verfahrenstechnischer Anlagen beteiligten Personen.
Nach der Definition in ISO 10628-1 enthalten R&I-Fließschemata sowohl Grund- als auch Zusatzinformationen. Ein R&I-Fließschema muss mindestens die Grundinformationen enthalten und darf zusätzlich die sogenannten Zusatzinformationen enthalten. Zu den Grundinformationen zählen:
- Funktion und Art der Apparate und Maschinen, einschließlich Antriebsmaschinen, Fördereinrichtungen und installierte Reserve;
- Kennzeichnung der Apparate und Maschinen, einschließlich Antriebsmaschinen;
- kennzeichnende Größen von Apparaten und Maschinen, gegebenenfalls in getrennten Listen;
- Bezeichnung von Nennweite, Druckstufe, Werkstoff und Ausführung der Rohrleitungen, z. B. durch Rohrleitungsnummer und Rohrleitungsklasse oder Kennzeichnungen;
- Angaben zu Apparaten, Maschinen, Rohrleitungen sowie Ventilen und Fittings (Armaturen), z. B. Übergangsstücke (Reduzierstücke), gegebenenfalls in getrennten Listen;
- Symbole für Prozessleittechnikaufgaben, einschließlich Buchstabenschlüssel für Prozessvariablen, Regel- und Steuerfunktionen sowie Bezeichnung der Prozessleittechnikaufgabe;
- kennzeichnende Daten von Antriebsmaschinen, gegebenenfalls in getrennten Listen.

Als Zusatzinformationen kann ein R&I-Fließschema folgende Informationen enthalten:
- Benennung und Durchflüsse bzw. Mengen von Energie oder Energieträgern;
- Fließweg und Fließrichtung von Energien oder Energieträgern;
- Art wichtiger Geräte für Messen, Steuern, Regeln;
- wesentliche Werkstoffe von Apparaten und Maschinen;
- Plattformhöhe und ungefähre relative vertikale Position der Anlageteile;
- Kennzeichnung von Armaturen;
- Benennung von Anlageteilen.

Im Vergleich zum Grundfließ- und Verfahrensfließbild weist das R&I-Fließbild den höchsten Informationsgehalt auf. Das R&I-Fließbild leitet sich direkt aus dem Verfahrensfließschema durch Ergänzung der elektrischen Mess-, Steuerungs- und Regelungstechnik (EMSR-Stellen) ab. Meist wird eine Liste der wichtigsten Apparate (z. B. Behälter, Reaktoren, Destillationskolonnen, Wärmetauscher) mit ihren Kenndaten (z. B. Abmessungen, Betriebsdruck, Betriebstemperatur, zulässige Betriebstemperatur, zulässiger Betriebsdruck etc.) an einer Ecke eingezeichnet.

## Zeichnerische Ausführung
Gemäß ISO 10628-1 existieren genau festgelegte Vorgaben für die zeichnerische Ausführung von R&I-Fließschemata. Als Blattgröße sollte nach Format A1 nach ISO 5457 verwendet werden. Als Schriftfeld ist das Grundschriftfeld für Pläne und Listen (mit Zusatzfeldern) nach ISO 7200 anzuwenden. Zudem ist festgelegt, dass Apparate und Maschinen relativ in ihrer Höhenlage zueinander und in ihren äußeren Hauptabmessungen annähernd maßstabsgetreu dargestellt werden. Dies bedeutet, dass Vorrichtungen, die auf der obersten Ebene der Anlage zu erwarten sind, in der Zeichnung oben anzubringen sind und Vorrichtungen, die auf der untersten Ebene der Anlage zu erwarten sind, unten eingezeichnet werden müssen. Die zugehörigen graphischen Symbole für Mess-, Steuer- und Regelgeräte sowie die Symbole für Rohrleitungen und Armaturen müssen in ihrer logischen Position dargestellt werden.
Die Linienbreiten werden durch ISO 81714-1 geregelt. Zur übersichtlichen Darstellung müssen unterschiedliche Linienbreiten verwendet werden. Hauptfließlinien oder Hauptrohrleitungen müssen zur Verbesserung der Übersichtlichkeit durch größere Linienbreiten hervorgehoben werden.
Die Hauptfließrichtung verläuft im Allgemeinen von links nach rechts und von oben nach unten. Ein und ausgehende Flüsse eines R&I-Fließschemas, einschließlich solcher, die als Fortsetzung von anderen Fließschemata kommen oder dort hingehen, müssen mit entsprechenden Pfeilen dargestellt werden. Letztere sollten am Ende mit einem gegenseitigen Bezug (Bezeichnung) versehen werden, z. B. „Tanklager (Zeichnungsnummer)“. Zur Angabe der Fließrichtung von Stoffen innerhalb des R&I-Fließschemas werden Pfeile in die Linie gezeichnet. Alternativ besteht die Möglichkeit, zum besseren Verständnis auch Pfeile am Eintritt zu Apparaten und Maschinen (Ausnahme: Pumpen) und vor Rohrleitungsabzweigungen zu setzen. Beim Kreuzen von Rohrleitungen mit gleicher Linienbreite (z. B. zwei Hauptfließlinien oder zwei Nebenfließlinien), die nicht miteinander verbunden sind, muss die senkrechte Rohrleitung unterbrochen werden. Hingegen muss beim Kreuzen von Rohrleitungen mit unterschiedlicher Linienbreite (z. B. eine Hauptfließlinie mit einer Nebenfließlinie), die nicht miteinander verbunden sind, muss die dünnere Rohrleitung unterbrochen werden.
Zur Beschriftung werden die Vorgaben von ISO 3098-2 genutzt. Die Beschriftung von R&I-Fließschemata muss grundsätzlich in Großbuchstaben erfolgen, mit Ausnahme von chemischen Formeln (z. B. NaCl) oder Abkürzungen von Regelwerken (z. B. BImSchG). Zudem existieren Anforderungen an die Schriftgröße für Apparate und Maschinen sowie für die übrige Beschriftung.
R&I-Fließschemata werden in der Regel nicht maßstabsgetreu gezeichnet. Zur Verdeutlichung der Größenverhältnisse der Hauptapparate ist es jedoch sinnvoll, diese nach Möglichkeit in gleichem Verhältnis darzustellen. Bei Behältern und Apparaten ist die Größe so zu wählen, dass alle notwendigen Rohrleitungsanschlüsse dargestellt werden können.

## Graphische Symbole nach ISO 10628-2
Gemäß der Norm ISO 10628-2 werden die graphischen Symbole hinsichtlich ihrer funktionellen und/oder ihrer zeichnerischen Merkmale in mehrere (Sach-)Gruppen eingeteilt.
| Abschnitt | Gruppe                                | Abschnitt | Gruppe                                                       | Abschnitt | Gruppe                                        |
| --------- | ------------------------------------- | --------- | ------------------------------------------------------------ | --------- | --------------------------------------------- |
| 1         | Behälter und Tanks                    | 11        | Zerkleinerungsmaschinen                                      | 21        | Armaturen                                     |
| 2         | Kolonnen mit Einbauten                | 12        | Mischer/Kneter                                               | 22        | Rückschlagarmaturen                           |
| 3         | Wärmeaustauscher                      | 13        | Formgebungsmaschinen – Verarbeitung in vertikaler Richtung   | 23        | Armaturen mit Sicherheitsfunktion             |
| 4         | Dampferzeuger, Öfen, Rückkühlapparate | 14        | Formgebungsmaschinen – Verarbeitung in horizontaler Richtung | 24        | Rohrleitungsteile                             |
| 5         | Kühltürme                             | 15        | Flüssigkeitspumpen                                           | 25        | Sonstige graphische Symbole für Rohrleitungen |
| 6         | Filter, Flüssigkeitsfilter, Gasfilter | 16        | Kompressoren, Verdichter, Vakuumpumpen                       | 26        | Ausrüstungsteile                              |
| 7         | Siebapparate und Rechen               | 17        | Gebläse, Ventilatoren                                        | 27        | Einbauten                                     |
| 8         | Abscheider                            | 18        | Hebe-, Förder- und Transporteinrichtungen                    | 28        | Rührer                                        |
| 9         | Zentrifugen                           | 19        | Zuteil- und Verteileinrichtungen                             | 29        | Inneneinbauten und Einbauteile                |
| 10        | Trockner                              | 20        | Kraft- und Arbeitsmaschinen                                  |           |                                               |

In den folgenden Tabellen werden die einzelnen graphischen Symbole der Sachgruppen mit ihrer jeweiligen Registrierungsnummer und Beschreibung dargestellt.
| Abschnitt | Reg.-Nr. | Graphisches Symbol                                                               | Beschreibung                                                                     |
| --------- | -------- | -------------------------------------------------------------------------------- | -------------------------------------------------------------------------------- |
| 1.1       | 301      | Tank, Behälter                                                                   | Tank, Behälter                                                                   |
| 1.2       | 2061     | Container, Tank, Becken                                                          | Container, Tank, Becken                                                          |
| 1.3       | X2063    | Behälter mit konischem Dach und Flachboden                                       | Behälter mit konischem Dach und Flachboden                                       |
| 1.4       | X8200    | Behälter mit gewölbten Dach                                                      | Behälter mit gewölbten Dach                                                      |
| 1.5       | 2062     | Tank, Behälter mit gewölbten Boden                                               | Tank, Behälter mit gewölbten Boden                                               |
| 1.6       | X8201    | Behälter mit zwei unterschiedlichen Durchmessern                                 | Behälter mit zwei unterschiedlichen Durchmessern                                 |
| 1.7       | 2063     | Kugelbehälter                                                                    | Kugelbehälter                                                                    |
| 1.8       | 2064     | Bunker mit konischem Boden                                                       | Bunker mit konischem Boden                                                       |
| 1.9       | X2062    | Geschlossener Tank mit konischem Boden                                           | Geschlossener Tank mit konischem Boden                                           |
| 1.10      | X8008    | Behälter mit gewölbtem Dach und konischem Boden                                  | Behälter mit gewölbtem Dach und konischem Boden                                  |
| 1.11      | X8009    | Behälter mit konischem Dach und Boden                                            | Behälter mit konischem Dach und Boden                                            |
| 1.12      | C0001    | Container für feste, flüssige oder gasförmige Stoffe                             | Container für feste, flüssige oder gasförmige Stoffe                             |
| 1.13      | 2067     | Gebinde, Fass, Trommel                                                           | Gebinde, Fass, Trommel                                                           |
| 1.14      | C0002    | Gasflasche                                                                       | Gasflasche                                                                       |
| 1.15      | 2068     | Sack                                                                             | Sack                                                                             |
| 1.16      | X8002    | Behälter mit gewölbten Boden und Füßen                                           | Behälter mit gewölbten Boden und Füßen                                           |
| 1.17      | X8003    | Behälter mit gewölbten Boden und Pratzen                                         | Behälter mit gewölbten Boden und Pratzen                                         |
| 1.18      | X8004    | Behälter mit gewölbten Boden und Standzarge                                      | Behälter mit gewölbten Boden und Standzarge                                      |
| 1.19      | X8005    | Behälter mit gewölbten Boden und Tragring                                        | Behälter mit gewölbten Boden und Tragring                                        |
| 1.20      | X2069    | Behälter mit gewölbten Boden und Heiz-/Kühlmantel                                | Behälter mit gewölbten Boden und Heiz-/Kühlmantel                                |
| 1.21      | X2070    | Behälter mit gewölbten Boden und elektrischer Außenheizung                       | Behälter mit gewölbten Boden und elektrischer Außenheizung                       |
| 1.22      | X8098    | Behälter mit gewölbten Boden und Dämmung                                         | Behälter mit gewölbten Boden und Dämmung                                         |
| 1.23      | X8007    | Behälter mit gewölbtem Boden und Füllstandsanzeige                               | Behälter mit gewölbtem Boden und Füllstandsanzeige                               |
| 1.24      | X8010    | Kugelbehälter                                                                    | Kugelbehälter                                                                    |
| 1.25      | X8000    | Behälter mit Heiz-/Kühl-Vollrohrschlange                                         | Behälter mit Heiz-/Kühl-Vollrohrschlange                                         |
| 1.26      | X8001    | Behälter mit Heiz-/Kühl-Halbrohrschlange                                         | Behälter mit Heiz-/Kühl-Halbrohrschlange                                         |
| 1.27      | X8006    | Behälter mit gewölbten Boden, Mantel und Rührwerk mit Antrieb durch Elektromotor | Behälter mit gewölbten Boden, Mantel und Rührwerk mit Antrieb durch Elektromotor |
| 1.28      | X8202    | Behälter mit Sumpf                                                               | Behälter mit Sumpf                                                               |
| 1.29      | 2065     | offene Schüttgutlagerung                                                         | offene Schüttgutlagerung                                                         |

| Abschnitt | Reg.-Nr. | Graphisches Symbol                                               | Beschreibung                                                     |
| --------- | -------- | ---------------------------------------------------------------- | ---------------------------------------------------------------- |
| 2.1       | X8100    | Kolonne (allgemein)                                              | Kolonne (allgemein)                                              |
| 2.2       | X8101    | Bodenkolonne (allgemein)                                         | Bodenkolonne (allgemein)                                         |
| 2.3       | X8014    | Kolonne mit Fließbett                                            | Kolonne mit Fließbett                                            |
| 2.4       | X8015    | Kolonne mit Festbett                                             | Kolonne mit Festbett                                             |
| 2.5       | X8013    | Kolonne mit versetzten Boden und Wehren                          | Kolonne mit versetzten Boden und Wehren                          |
| 2.6       | X8011    | Glockenbodenkolonne                                              | Glockenbodenkolonne                                              |
| 2.7       | X8012    | Ventilbodenkolonne                                               | Ventilbodenkolonne                                               |
| 2.8       | X8016    | Kolonne mit zwei Festbettzonen und dazwischenliegender Sprühdüse | Kolonne mit zwei Festbettzonen und dazwischenliegender Sprühdüse |

| Abschnitt | Reg.-Nr. | Graphisches Symbol                                                  | Beschreibung                                                        |
| --------- | -------- | ------------------------------------------------------------------- | ------------------------------------------------------------------- |
| 3.1       | X8079    | Wärmeaustauscher (allgemein), Kondensator                           | Wärmeaustauscher (allgemein), Kondensator                           |
| 3.2       | X8017    | Wärmeaustauscher (M-Form)                                           | Wärmeaustauscher (M-Form)                                           |
| 3.3       | 2511     | ???                                                                 | Rohrbündel-Wärmeaustauscher mit Festböden                           |
| 3.4       | 2512     | Rohrbündel-Wärmeaustauscher mit Schwimmkopf                         | Rohrbündel-Wärmeaustauscher mit Schwimmkopf                         |
| 3.5       | 2513     | Rohrbündel-Wärmeaustauscher mit U-Rohr                              | Rohrbündel-Wärmeaustauscher mit U-Rohr                              |
| 3.6       | 2516     | Platten-Wärmeaustauscher                                            | Platten-Wärmeaustauscher                                            |
| 3.7       | 2514     | Wärmeaustauscher mit Rohrschlange                                   | Wärmeaustauscher mit Rohrschlange                                   |
| 3.8       | 2515     | Doppelrohr-Wärmeaustauscher                                         | Doppelrohr-Wärmeaustauscher                                         |
| 3.9       | X8018    | Rippenrohr-Wärmeaustauscher                                         | Rippenrohr-Wärmeaustauscher                                         |
| 3.10      | X2505    | Rippenrohr-Wärmeaustauscher mit Lüfter                              | Rippenrohr-Wärmeaustauscher mit Lüfter                              |
| 3.11      | 2517     | Spiral-Wärmeaustauscher                                             | Spiral-Wärmeaustauscher                                             |
| 3.12      | X8131    | Verdampfer, Rohrbündel-Wärmeaustauscher mit integriertem Brüdenraum | Verdampfer, Rohrbündel-Wärmeaustauscher mit integriertem Brüdenraum |
| 3.13      | X8132    | Elektroerhitzer                                                     | Elektroerhitzer                                                     |
| 3.14      | X8133    | Dünnschichtverdampfer                                               | Dünnschichtverdampfer                                               |
| 3.15      | X8136    | Rohrbündel, Wärmeaustauscher mit U-Rohr                             | Rohrbündel, Wärmeaustauscher mit U-Rohr                             |
| 3.16      | X8137    | Rohrbündel, Wärmeaustauscher mit Schwimmkopf                        | Rohrbündel, Wärmeaustauscher mit Schwimmkopf                        |

| Abschnitt | Reg.-Nr. | Graphisches Symbol               | Beschreibung                     |
| --------- | -------- | -------------------------------- | -------------------------------- |
| 4.1       | 2532     | Dampfkessel, Wasserdampferzeuger | Dampfkessel, Wasserdampferzeuger |
| 4.2       | X8103    | Wasser-/Dampfumformer            | Wasser-/Dampfumformer            |
| 4.3       | 2533     | Ofen                             | Ofen                             |
| 4.4       | X8107    | Feuerung, Brenner (allgemein)    | Feuerung, Brenner (allgemein)    |
| 4.5       | X8106    | Brennkammer                      | Brennkammer                      |
| 4.6       | X8108    | Behälter mit Dampfdom            | Behälter mit Dampfdom            |
| 4.7       | 2041     | Schornstein, Kamin               | Schornstein, Kamin               |
| 4.8       | 2591     | Fackel für Gase                  | Fackel für Gase                  |

| Abschnitt | Reg.-Nr. | Graphisches Symbol                            | Beschreibung                                  |
| --------- | -------- | --------------------------------------------- | --------------------------------------------- |
| 5.1       | 2521     | Kühlturm (allgemein)                          | Kühlturm (allgemein)                          |
| 5.2       | X8109    | Trockenkühlturm mit natürlichem Zug           | Trockenkühlturm mit natürlichem Zug           |
| 5.3       | X8110    | Trockenkühlturm mit drückendem Lüfter         | Trockenkühlturm mit drückendem Lüfter         |
| 5.4       | X8111    | Trockenkühlturm mit saugendem Lüfter          | Trockenkühlturm mit saugendem Lüfter          |
| 5.5       | X8112    | Nasskühlturm mit natürlichem Zug              | Nasskühlturm mit natürlichem Zug              |
| 5.6       | X8113    | Nasskühlturm mit drückendem Lüfter            | Nasskühlturm mit drückendem Lüfter            |
| 5.7       | X8114    | Nasskühlturm mit saugendem Lüfter             | Nasskühlturm mit saugendem Lüfter             |
| 5.8       | X8115    | Nass- und Trockenkühlturm mit natürlichem Zug | Nass- und Trockenkühlturm mit natürlichem Zug |
| 5.9       | X2504    | Rieselkühler                                  | Rieselkühler                                  |

| Abschnitt | Reg.-Nr. | Graphisches Symbol                                                            | Beschreibung                                                                  |
| --------- | -------- | ----------------------------------------------------------------------------- | ----------------------------------------------------------------------------- |
| 6.1       | X8116    | Fluidfilter (allgemein)                                                       | Fluidfilter (allgemein)                                                       |
| 6.2       | X8117    | Schlauchfilter, Taschenfilter, Kerzenfilter, Patronenfilter für Flüssigkeiten | Schlauchfilter, Taschenfilter, Kerzenfilter, Patronenfilter für Flüssigkeiten |
| 6.3       | X8118    | Festbettfilter/Schüttschichtfilter für Flüssigkeiten                          | Festbettfilter/Schüttschichtfilter für Flüssigkeiten                          |
| 6.4       | X8019    | Nutschenfilter                                                                | Nutschenfilter                                                                |
| 6.5       | X8119    | Trommeldrehfilter, Scheibendrehfilter                                         | Trommeldrehfilter, Scheibendrehfilter                                         |
| 6.6       | X8120    | Trommeldrehfilter, Scheibendrehfilter mit Schaber                             | Trommeldrehfilter, Scheibendrehfilter mit Schaber                             |
| 6.7       | X8121    | Bandfilter                                                                    | Bandfilter                                                                    |
| 6.8       | X2611    | Filterpresse                                                                  | Filterpresse                                                                  |
| 6.9       | X8020    | Ionenaustauscherfilter                                                        | Ionenaustauscherfilter                                                        |
| 6.10      | X8021    | Biologischer Filter                                                           | Biologischer Filter                                                           |
| 6.11      | X8122    | Gasfilter (allgemein)                                                         | Gasfilter (allgemein)                                                         |
| 6.12      | X8022    | Schlauchfilter, Taschenfilter, Kerzenfilter, Patronenfilter für Gase          | Schlauchfilter, Taschenfilter, Kerzenfilter, Patronenfilter für Gase          |
| 6.13      | X8023    | Festbettfilter/Schüttschichtfilter für Gase                                   | Festbettfilter/Schüttschichtfilter für Gase                                   |
| 6.14      | X8024    | Gas-Schwebstofffilter, leistungsstarker Luftpartikelfilter – HEPA             | Gas-Schwebstofffilter, leistungsstarker Luftpartikelfilter – HEPA             |
| 6.15      | X8025    | Gasfilter mit Rollband                                                        | Gasfilter mit Rollband                                                        |

| Abschnitt | Reg.-Nr. | Graphisches Symbol                 | Beschreibung                       |
| --------- | -------- | ---------------------------------- | ---------------------------------- |
| 7.1       | X8123    | Siebapparat, Rechen (allgemein)    | Siebapparat, Rechen (allgemein)    |
| 7.2       | X8026    | Grobrechen                         | Grobrechen                         |
| 7.3       | X8027    | Feinrechen                         | Feinrechen                         |
| 7.4       | X8028    | Siebapparat mit Grob- und Feinsieb | Siebapparat mit Grob- und Feinsieb |
| 7.5       | X2605    | Vibriender Siebapparat             | Vibriender Siebapparat             |
| 7.6       | X8029    | Trommeldrehsieb                    | Trommeldrehsieb                    |
| 7.7       | X8030    | Korbbandsiebmaschine               | Korbbandsiebmaschine               |

| Abschnitt | Reg.-Nr. | Graphisches Symbol                                | Beschreibung                                      |
| --------- | -------- | ------------------------------------------------- | ------------------------------------------------- |
| 8.1       | X8081    | Abscheider/Sichter (allgemein)                    | Abscheider/Sichter (allgemein)                    |
| 8.2       | X2616    | Prallabscheider                                   | Prallabscheider                                   |
| 8.3       | X8031    | Schwerkraftabscheider, Absetzkammer               | Schwerkraftabscheider, Absetzkammer               |
| 8.4       | X8124    | Nassabscheider                                    | Nassabscheider                                    |
| 8.5       | X2621    | Abscheider mit Sprühdüse                          | Abscheider mit Sprühdüse                          |
| 8.6       | X8125    | Elektrostatischer Abscheider                      | Elektrostatischer Abscheider                      |
| 8.7       | X8033    | Elektrostatischer Nassabscheider                  | Elektrostatischer Nassabscheider                  |
| 8.8       | X8126    | Elektromagnetischer Abscheider                    | Elektromagnetischer Abscheider                    |
| 8.9       | X8127    | Abscheider mit Permanentmagnet                    | Abscheider mit Permanentmagnet                    |
| 8.10      | X2618    | Fliehkraftabscheider, Rotationsabscheider, Zyklon | Fliehkraftabscheider, Rotationsabscheider, Zyklon |
| 8.11      | X8034    | Venturiabscheider, Venturiwäscher                 | Venturiabscheider, Venturiwäscher                 |
| 8.12      | X8128    | Eindicker, offen, für Kläranlagen                 | Eindicker, offen, für Kläranlagen                 |
| 8.13      | X8129    | Eindicker geschlossen                             | Eindicker geschlossen                             |

| Abschnitt | Reg.-Nr. | Graphisches Symbol                      | Beschreibung                            |
| --------- | -------- | --------------------------------------- | --------------------------------------- |
| 9.1       | X2619    | Hochgeschwindigkeitszentrifuge          | Hochgeschwindigkeitszentrifuge          |
| 9.2       | X2614    | Zentrifuge mit Siebmantel               | Zentrifuge mit Siebmantel               |
| 9.3       | X8035    | Zentrifuge mit Vollmantel               | Zentrifuge mit Vollmantel               |
| 9.4       | X8036    | Tellerzentrifuge, Tellerseparator       | Tellerzentrifuge, Tellerseparator       |
| 9.5       | X8037    | Siebschneckenzentrifuge                 | Siebschneckenzentrifuge                 |
| 9.6       | X8082    | Vollmantelschneckenzentrifuge, Dekanter | Vollmantelschneckenzentrifuge, Dekanter |
| 9.7       | X8038    | Schubzentrifuge                         | Schubzentrifuge                         |
| 9.8       | X8039    | Schälzentrifuge                         | Schälzentrifuge                         |

| Abschnitt | Reg.-Nr. | Graphisches Symbol                                        | Beschreibung                                              |
| --------- | -------- | --------------------------------------------------------- | --------------------------------------------------------- |
| 10.1      | C0046    | Trockner (allgemein)                                      | Trockner (allgemein)                                      |
| 10.2      | X8083    | Schranktrockner, Kammertrockner, Hordentrockner           | Schranktrockner, Kammertrockner, Hordentrockner           |
| 10.3      | X8040    | Tellertrockner, Hordenumlauftrockner, Ring-Etagentrockner | Tellertrockner, Hordenumlauftrockner, Ring-Etagentrockner |
| 10.4      | X8041    | Wirbelschichttrockner, Fließbetttrockner                  | Wirbelschichttrockner, Fließbetttrockner                  |
| 10.5      | X8042    | Zerstäubungstrockner                                      | Zerstäubungstrockner                                      |
| 10.6      | X8043    | Bandtrockner, Rollenbandtrockner                          | Bandtrockner, Rollenbandtrockner                          |
| 10.7      | X8044    | Drehtrommeltrockner, Taumeltrockner                       | Drehtrommeltrockner, Taumeltrockner                       |
| 10.8      | C0016    | Wärmeverbraucher                                          | Wärmeverbraucher                                          |

| Abschnitt | Reg.-Nr. | Graphisches Symbol                   | Beschreibung                         |
| --------- | -------- | ------------------------------------ | ------------------------------------ |
| 11.1      | X8084    | Zerkleinerungsmaschine (allgemein)   | Zerkleinerungsmaschine (allgemein)   |
| 11.2      | X8085    | Brecher (allgemein)                  | Brecher (allgemein)                  |
| 11.3      | X8045    | Hammerbrecher                        | Hammerbrecher                        |
| 11.4      | X8046    | Prallbrecher                         | Prallbrecher                         |
| 11.5      | X8047    | Backenbrecher                        | Backenbrecher                        |
| 11.6      | X8048    | Walzenbrecher                        | Walzenbrecher                        |
| 11.7      | X8049    | Kegelbrecher                         | Kegelbrecher                         |
| 11.8      | X8086    | Mühle (allgemein)                    | Mühle (allgemein)                    |
| 11.9      | X8050    | Hammermühle, Schlägermühle           | Hammermühle, Schlägermühle           |
| 11.10     | X8051    | Prallmühle                           | Prallmühle                           |
| 11.11     | X8053    | Walzenmühle, horizontale Walzenmühle | Walzenmühle, horizontale Walzenmühle |
| 11.12     | X8054    | Schwingmühle                         | Schwingmühle                         |

| Abschnitt | Reg.-Nr. | Graphisches Symbol | Beschreibung       |
| --------- | -------- | ------------------ | ------------------ |
| 12.1      | X2672    | Rotationsmischer   | Rotationsmischer   |
| 12.2      | X2673    | Statischer Mischer | Statischer Mischer |
| 12.3      | X8184    | Mischstrecke       | Mischstrecke       |
| 12.4      | X8134    | Kneter             | Kneter             |

| Abschnitt | Reg.-Nr. | Graphisches Symbol                                  | Beschreibung                                        |
| --------- | -------- | --------------------------------------------------- | --------------------------------------------------- |
| 13.1      | C0052    | Vertikal arbeitende Formgebungsmaschine (allgemein) | Vertikal arbeitende Formgebungsmaschine (allgemein) |
| 13.2      | X8055    | Walzenpresse                                        | Walzenpresse                                        |
| 13.3      | X8056    | Stempelpresse                                       | Stempelpresse                                       |
| 13.4      | X8057    | Pelletierteller                                     | Pelletierteller                                     |

| Abschnitt | Reg.-Nr. | Graphisches Symbol                                    | Beschreibung                                          |
| --------- | -------- | ----------------------------------------------------- | ----------------------------------------------------- |
| 14.1      | C0053    | Horizontal arbeitende Formgebungsmaschine (allgemein) | Horizontal arbeitende Formgebungsmaschine (allgemein) |
| 14.2      | X8058    | Schneckenpresse                                       | Schneckenpresse                                       |
| 14.3      | X8059    | Strangpresse                                          | Strangpresse                                          |

| Abschnitt | Reg.-Nr. | Graphisches Symbol            | Beschreibung                  |
| --------- | -------- | ----------------------------- | ----------------------------- |
| 15.1      | 2301     | Flüssigkeitspumpe (allgemein) | Flüssigkeitspumpe (allgemein) |
| 15.2      | 2322     | Kreiselpumpe                  | Kreiselpumpe                  |
| 15.3      | X8091    | Zahnradpumpe                  | Zahnradpumpe                  |
| 15.4      | X8092    | Schraubenspindelpumpe         | Schraubenspindelpumpe         |
| 15.5      | X8093    | Exzenterschneckenpumpe        | Exzenterschneckenpumpe        |
| 15.6      | X8094    | Hubkolbenpumpe                | Hubkolbenpumpe                |
| 15.7      | X8095    | Membranpumpe                  | Membranpumpe                  |
| 15.8      | X8096    | Strahlflüssigkeitspumpe       | Strahlflüssigkeitspumpe       |

| Abschnitt | Reg.-Nr. | Graphisches Symbol                                                   | Beschreibung                                                         |
| --------- | -------- | -------------------------------------------------------------------- | -------------------------------------------------------------------- |
| 16.1      | 2302     | Verdichter, Kompressor, Vakuumpumpe (allgemein)                      | Verdichter, Kompressor, Vakuumpumpe (allgemein)                      |
| 16.2      | X8179    | Zentrifugalverdichter                                                | Zentrifugalverdichter                                                |
| 16.3      | X8097    | Hubkolbenverdichter, Hubkolbenvakuumpumpe                            | Hubkolbenverdichter, Hubkolbenvakuumpumpe                            |
| 16.4      | X8099    | Hubkolben-Membranverdichter, Membranvakuumpumpe                      | Hubkolben-Membranverdichter, Membranvakuumpumpe                      |
| 16.5      | X8102    | Turboverdichter, Turbovakuumpumpe                                    | Turboverdichter, Turbovakuumpumpe                                    |
| 16.6      | X8104    | Drehschieberverdichter, Rotationsverdichter, Drehschiebervakuumpumpe | Drehschieberverdichter, Rotationsverdichter, Drehschiebervakuumpumpe |
| 16.7      | X8105    | Rotationsverdichter, Wälzkolbenvakuumpumpe                           | Rotationsverdichter, Wälzkolbenvakuumpumpe                           |
| 16.8      | X8161    | Schraubenverdichter                                                  | Schraubenverdichter                                                  |
| 16.9      | X8162    | Flüssigkeitsringverdichter, Flüssigkeitsringvakuumpumpe              | Flüssigkeitsringverdichter, Flüssigkeitsringvakuumpumpe              |
| 16.10     | X8163    | Strahlverdichter, Treibmittelvakuumpumpe                             | Strahlverdichter, Treibmittelvakuumpumpe                             |

| Abschnitt | Reg.-Nr. | Graphisches Symbol     | Beschreibung           |
| --------- | -------- | ---------------------- | ---------------------- |
| 17.1      | X8164    | Ventilator (allgemein) | Ventilator (allgemein) |

| Abschnitt | Reg.-Nr. | Graphisches Symbol                                                                      | Beschreibung                                                                            |
| --------- | -------- | --------------------------------------------------------------------------------------- | --------------------------------------------------------------------------------------- |
| 18.1      | X8060    | Stetigförderer (allgemein)                                                              | Stetigförderer (allgemein)                                                              |
| 18.2      | 3821     | Bandförderer                                                                            | Bandförderer                                                                            |
| 18.3      | X8061    | Bandförderer mit Einhausung                                                             | Bandförderer mit Einhausung                                                             |
| 18.4      | X8062    | Kettenförderer mit Einhausung                                                           | Kettenförderer mit Einhausung                                                           |
| 18.5      | X8063    | Schneckenförderer mit Einhausung                                                        | Schneckenförderer mit Einhausung                                                        |
| 18.6      | X8064    | Schwingförderer mit Einhausung, Schwingrohr mit Einhausung, Schwingrinne mit Einhausung | Schwingförderer mit Einhausung, Schwingrohr mit Einhausung, Schwingrinne mit Einhausung |
| 18.7      | X8065    | Becherwerk mit Einhausung                                                               | Becherwerk mit Einhausung                                                               |
| 18.8      | X8066    | Becherwerk Z-Form mit Einhausung                                                        | Becherwerk Z-Form mit Einhausung                                                        |
| 18.9      | X8175    | Bandförderer wechselseitig                                                              | Bandförderer wechselseitig                                                              |
| 18.10     | 3841     | Kran                                                                                    | Kran                                                                                    |
| 18.11     | 3842     | Aufzug                                                                                  | Aufzug                                                                                  |
| 18.12     | C0094    | Hubwagen                                                                                | Hubwagen                                                                                |
| 18.13     | 3862     | Gabelstapler                                                                            | Gabelstapler                                                                            |
| 18.14     | 3871     | Flurförderer                                                                            | Flurförderer                                                                            |
| 18.15     | 3874     | Tankwagen, Kesselwagen                                                                  | Tankwagen, Kesselwagen                                                                  |
| 18.16     | 3872     | Kastenwagen                                                                             | Kastenwagen                                                                             |
| 18.17     | 3881     | Schiff                                                                                  | Schiff                                                                                  |
| 18.18     | X8142    | Rollenbahn                                                                              | Rollenbahn                                                                              |
| 18.19     | X8143    | Verladearm                                                                              | Verladearm                                                                              |
| 18.20     | X8145    | Palettierer                                                                             | Palettierer                                                                             |
| 18.21     | X8146    | Absackmaschine                                                                          | Absackmaschine                                                                          |
| 18.22     | X8144    | Palettensicherer                                                                        | Palettensicherer                                                                        |

| Abschnitt | Reg.-Nr. | Graphisches Symbol            | Beschreibung                  |
| --------- | -------- | ----------------------------- | ----------------------------- |
| 19.1      | C2056    | Zuteileinrichtung (allgemein) | Zuteileinrichtung (allgemein) |
| 19.2      | X8067    | Zellradschleuse               | Zellradschleuse               |
| 19.3      | C0074    | Drehteller                    | Drehteller                    |
| 19.4      | C0035    | Dosiereinrichtung             | Dosiereinrichtung             |
| 19.5      | 2037     | Sprühdüse                     | Sprühdüse                     |

| Abschnitt | Reg.-Nr. | Graphisches Symbol                    | Beschreibung                          |
| --------- | -------- | ------------------------------------- | ------------------------------------- |
| 20.1      | 2571     | Turbine, Antriebsmaschine (allgemein) | Turbine, Antriebsmaschine (allgemein) |
| 20.2      | X8167    | Getriebe                              | Getriebe                              |
| 20.3      | C0079    | Stromerzeuger (allgemein)             | Stromerzeuger (allgemein)             |
| 20.4      | X8154    | Stromerzeuger, Wechselstrom AC        | Stromerzeuger, Wechselstrom AC        |
| 20.5      | X8155    | Stromerzeuger, Gleichstrom DC         | Stromerzeuger, Gleichstrom DC         |
| 20.6      | C0082    | Elektromotor (allgemein)              | Elektromotor (allgemein)              |
| 20.7      | X8157    | Elektromotor, Wechselstrom AC         | Elektromotor, Wechselstrom AC         |
| 20.8      | X8158    | Elektromotor, Gleichstrom DC          | Elektromotor, Gleichstrom DC          |

| Abschnitt | Reg.-Nr.      | Graphisches Symbol                    | Beschreibung                          |
| --------- | ------------- | ------------------------------------- | ------------------------------------- |
| 21.1      | 2101          | Absperrarmatur (allgemein)            | Absperrarmatur (allgemein)            |
| 21.2      | 2102          | Absperrarmatur in Eckform (allgemein) | Absperrarmatur in Eckform (allgemein) |
| 21.3      | 2103          | Dreiwegearmatur (allgemein)           | Dreiwegearmatur (allgemein)           |
| 21.4      | X8068         | Absperrventil                         | Absperrventil                         |
| 21.5      | X8069         | Absperrventil in Eckform              | Absperrventil in Eckform              |
| 21.6      | X8070         | Absperr-Dreiwegeventil                | Absperr-Dreiwegeventil                |
| 21.7      | X8071         | Absperrhahn                           | Absperrhahn                           |
| 21.8      | X8072         | Absperrhahn in Eckform                | Absperrhahn in Eckform                |
| 21.9      | X8073         | Dreiwegehahn                          | Dreiwegehahn                          |
| 21.10     | X8074         | Absperrschieber                       | Absperrschieber                       |
| 21.11     | X8075         | Absperrklappe (Form 1)                | Absperrklappe (Form 1)                |
| 21.12     | X8075         | Absperrklappe (Form 2)                | Absperrklappe (Form 2)                |
| 21.13     | X8075 (X8130) | Nadelventil                           | Nadelventil                           |
| 21.14     | X8087         | Armatur mit stetigem Stellverhalten   | Armatur mit stetigem Stellverhalten   |

| Abschnitt | Reg.-Nr. | Graphisches Symbol            | Beschreibung                  |
| --------- | -------- | ----------------------------- | ----------------------------- |
| 22.1      | X8077    | Rückschlagarmatur (allgemein) | Rückschlagarmatur (allgemein) |
| 22.2      | X2113    | Rückschlagventil              | Rückschlagventil              |
| 22.3      | X8078    | Rückschlagklappe (Form 1)     | Rückschlagklappe (Form 1)     |
| 22.4      | X8165    | Rückschlagklappe (Form 2)     | Rückschlagklappe (Form 2)     |

| Abschnitt | Reg.-Nr. | Graphisches Symbol                                                | Beschreibung                                                      |
| --------- | -------- | ----------------------------------------------------------------- | ----------------------------------------------------------------- |
| 23.1      | X2124    | Sicherheitsventil, federbelastet                                  | Sicherheitsventil, federbelastet                                  |
| 23.2      | X2125    | Sicherheitsventil in Eckform, federbelastet                       | Sicherheitsventil in Eckform, federbelastet                       |
| 23.3      | X8080    | Berstscheibe                                                      | Berstscheibe                                                      |
| 23.4      | 2036     | Flammensperre                                                     | Flammensperre                                                     |
| 23.5      | C0087    | Explosionssichere Flammensperre                                   | Explosionssichere Flammensperre                                   |
| 23.6      | C0088    | Detonationssicherung                                              | Detonationssicherung                                              |
| 23.7      | C0091    | Dauerbrandsicherung                                               | Dauerbrandsicherung                                               |
| 23.8      | C0089    | Dauerbrandsichere Detonationssicherung mit Auslass zur Atmosphäre | Dauerbrandsichere Detonationssicherung mit Auslass zur Atmosphäre |
| 23.9      | X8088    | Be- und Entlüftungsarmatur, Über -/Unterdrucksicherung            | Be- und Entlüftungsarmatur, Über -/Unterdrucksicherung            |

| Abschnitt | Reg.-Nr. | Graphisches Symbol                             | Beschreibung                                   |
| --------- | -------- | ---------------------------------------------- | ---------------------------------------------- |
| 24.1      | 2034     | Schauglas                                      | Schauglas                                      |
| 24.2      | X8089    | Lichtglas                                      | Lichtglas                                      |
| 24.3      | 2033     | Schalldämpfer                                  | Schalldämpfer                                  |
| 24.4      | C0093    | Mischdüse, Injektor                            | Mischdüse, Injektor                            |
| 24.5      | 533      | Kompensator                                    | Kompensator                                    |
| 24.6      | X8090    | Schmutzfänger                                  | Schmutzfänger                                  |
| 24.7      | X8150    | Hutsieb/Anfahrsieb                             | Hutsieb/Anfahrsieb                             |
| 24.8      | C0096    | Drosselscheibe                                 | Drosselscheibe                                 |
| 24.9      | C0097    | Blindscheibe                                   | Blindscheibe                                   |
| 24.10     | C0098    | Offenscheibe                                   | Offenscheibe                                   |
| 24.11     | 2044     | Umsteckscheibe (Blindscheibe in Funktion)      | Umsteckscheibe (Blindscheibe in Funktion)      |
| 24.12     | 2045     | Umsteckscheibe (Offenscheibe in Funktion)      | Umsteckscheibe (Offenscheibe in Funktion)      |
| 24.13     | 2039     | Öffnung (Auslass zur Atmosphäre für Dampf/Gas) | Öffnung (Auslass zur Atmosphäre für Dampf/Gas) |
| 24.14     | 2040     | Trichter                                       | Trichter                                       |
| 24.15     | 2181     | Kondensatableiter                              | Kondensatableiter                              |
| 24.16     | 511      | Flanschpaar                                    | Flanschpaar                                    |
| 24.17     | 516      | Reduzierung                                    | Reduzierung                                    |
| 24.18     | X411     | Schlauch                                       | Schlauch                                       |
| 24.19     | C0100    | Kupplung                                       | Kupplung                                       |
| 24.20     | 513      | Klemmflansch                                   | Klemmflansch                                   |
| 24.21     | C0108    | Mauerdurchbruch/Wanddurchbruch                 | Mauerdurchbruch/Wanddurchbruch                 |
| 24.22     | 517      | geflanschter Blinddeckel                       | geflanschter Blinddeckel                       |
| 24.23     | X8152    | Einzelner Flansch                              | Einzelner Flansch                              |
| 24.24     | X8153    | Blinddeckel                                    | Blinddeckel                                    |

| Abschnitt | Reg.-Nr. | Graphisches Symbol                      | Beschreibung                            |
| --------- | -------- | --------------------------------------- | --------------------------------------- |
| 25.1      | 405      | Rohrleitung                             | Rohrleitung                             |
| 25.2      | X8156    | Nebenleitung                            | Nebenleitung                            |
| 25.3      | 241      | Bewegung in Flussrichtung               | Bewegung in Flussrichtung               |
| 25.4      | 3061     | Gefälle                                 | Gefälle                                 |
| 25.5      | 2038     | Siphon                                  | Siphon                                  |
| 25.6      | C0106    | Rohr, beheizt oder gekühlt              | Rohr, beheizt oder gekühlt              |
| 25.7      | X409     | Rohr mit Mantelrohr oder mit Schutzrohr | Rohr mit Mantelrohr oder mit Schutzrohr |
| 25.8      | X8174    | Rohr, beheizt oder gekühlt und gedämmt  | Rohr, beheizt oder gekühlt und gedämmt  |
| 25.9      | X322     | Rohr, gedämmt                           | Rohr, gedämmt                           |

| Abschnitt | Reg.-Nr. | Graphisches Symbol | Beschreibung  |
| --------- | -------- | ------------------ | ------------- |
| 26.1      | C2005    | Fuß, Standfuß      | Fuß, Standfuß |
| 26.2      | C2006    | Pratze             | Pratze        |
| 26.3      | C2007    | Standzarge         | Standzarge    |
| 26.4      | C2008    | Tragring           | Tragring      |
| 26.5      | X8159    | Mannloch           | Mannloch      |
| 26.6      | X8160    | Stutzen            | Stutzen       |

| Abschnitt | Reg.-Nr. | Graphisches Symbol              | Beschreibung                   |
| --------- | -------- | ------------------------------- | ------------------------------ |
| 27.1      | C2044    | Boden (allgemein)               | Boden (allgemein)              |
| 27.2      | X8166    | Boden mit Wehr                  | Boden mit Wehr                 |
| 27.3      | C2010    | Glockenboden                    | Glockenboden                   |
| 27.4      | C2011    | Ventilboden                     | Ventilboden                    |
| 27.5      | 2602     | Siebboden, Sieb-/Rechen-element | Siebboden, Sieb-/Rechenelement |
| 27.6      | C2047    | Filterelement (allgemein)       | Filterelement (allgemein)      |
| 27.7      | 2604     | Wirbelbett                      | Wirbelbett                     |
| 27.8      | X8141    | Packung                         | Packung                        |

| Abschnitt | Reg.-Nr. | Graphisches Symbol            | Beschreibung                  |
| --------- | -------- | ----------------------------- | ----------------------------- |
| 28.1      | 2672     | Rührer (allgemein)            | Rührer (allgemein)            |
| 28.2      | C2019    | Blattrührer                   | Blattrührer                   |
| 28.3      | C2020    | Gitterrührer                  | Gitterrührer                  |
| 28.4      | C2021    | Kreuzbalkenrührer             | Kreuzbalkenrührer             |
| 28.5      | C2022    | Ankerrührer                   | Ankerrührer                   |
| 28.6      | C2023    | Wendelrührer                  | Wendelrührer                  |
| 28.7      | C2024    | Impellerrührer                | Impellerrührer                |
| 28.8      | C2025    | Propellerrührer               | Propellerrührer               |
| 28.9      | C2026    | Scheibenrührer                | Scheibenrührer                |
| 28.10     | C2027    | Kreiselrührer, Turbinenrührer | Kreiselrührer, Turbinenrührer |

| Abschnitt | Reg.-Nr. | Graphisches Symbol    | Beschreibung          |
| --------- | -------- | --------------------- | --------------------- |
| 29.1      | C2028    | Schwerkraft-, Absetz- | Schwerkraft-, Absetz- |
| 29.2      | C2030    | Elektrostatisch       | Elektrostatisch       |
| 29.3      | C2031    | Elektromagnetisch     | Elektromagnetisch     |
| 29.4      | C2033    | Tellerrotor           | Tellerrotor           |
| 29.5      | C0240    | Zerkleinerung-        | Zerkleinerung-        |
| 29.6      | C024     | Zahnrad-              | Zahnrad-              |
| 29.7      | C2034    | Hammer-               | Hammer-               |
| 29.8      | C2035    | Prall-                | Prall-                |
| 29.9      | C2036    | Backen-               | Backen-               |
| 29.10     | 321      | Flüssigkeit-          | Flüssigkeit-          |
| 29.11     | C2037    | Walzen-               | Walzen-               |
| 29.12     | C2038    | Kegel-                | Kegel-                |
| 29.13     | X8176    | Strahl-/Gas-          | Strahl-/Gas-          |
| 29.14     | 3831     | Vibration-            | Vibration-            |

Um die Darstellung eines Stellantriebs (z. B. Membranstellantrieb) einer Absperrarmatur (z. B. Ventil) im R&I-Fließbild zu ermöglichen, wurde in Ergänzung zur Norm ISO 10628 auch die DIN-Norm DIN 2924 genutzt. Diese Norm  wurde jedoch im Juli 2014 zurückgezogen und durch DIN 28000-4 ersetzt. Somit kann der jeweilige Stellantrieb mit einem entsprechenden Symbol im R&I-Fließschema dargestellt werden. In der nachfolgenden Tabelle wird zur graphischen Darstellung der Stellantriebe eine allgemeine Absperrarmatur genutzt (siehe Gruppe 21).
| Symbol                                | Stellantrieb                           |
| ------------------------------------- | -------------------------------------- |
| Stellantrieb, handbetätigt, allgemein | Stellantrieb allgemein                 |
| Stellantrieb, handbetätigt, allgemein | Stellantrieb, handbetätigt, allgemein  |
| Stellantrieb, handbetätigt, allgemein | Stellantrieb mit Membran (pneumatisch) |
| Stellantrieb, handbetätigt, allgemein | Stellantrieb mit Elektromotor          |

Zudem werden im Verfahrens- und R&I-Fließbild die Apparate, Maschinen und Geräte sowie Armaturen häufig mit Kennbuchstaben gemäß DIN 28004-4 beschriftet.
| Kennbuchstabe | Bedeutung                                                                           |
| ------------- | ----------------------------------------------------------------------------------- |
| A             | Apparat, Maschine (soweit in nachstehenden Gruppen nicht einzuordnen)               |
| B             | Behälter, Tank, Silo, Bunker                                                        |
| C             | Chemischer Reaktor                                                                  |
| D             | Dampferzeuger, Gasgenerator, Ofen                                                   |
| F             | Filterapparat, Flüssigkeitsfilter, Gasfilter, Siebapparat, Siebmaschine, Abscheider |
| G             | Getriebe                                                                            |
| H             | Hebe-, Förder-, Transporteinrichtung                                                |
| K             | Kolonne                                                                             |
| M             | Elektromotor                                                                        |
| P             | Pumpe                                                                               |
| R             | Rührwerk, Rührbehälter mit Rührer, Mischer, Kneter                                  |
| S             | Schleudermaschine, Zentrifuge                                                       |
| T             | Trockner                                                                            |
| V             | Verdichter, Vakuumpumpe, Ventilator                                                 |
| W             | Wärmeaustauscher                                                                    |
| X             | Zuteil-, Zerteileinrichtung, sonstige Geräte                                        |
| Y             | Antriebsmaschine außer Elektromotor                                                 |
| Z             | Zerkleinerungsmaschine                                                              |

| Kennbuchstabe | Bedeutung                       |
| ------------- | ------------------------------- |
| A             | Ableiter (Kondensatableiter)    |
| F             | Filter, Sieb, Schmutzfänger     |
| G             | Schauglas                       |
| H             | Hahn                            |
| K             | Klappe                          |
| R             | Rückschlagarmatur               |
| S             | Schieber                        |
| V             | Ventil                          |
| X             | Sonstige Armatur                |
| Y             | Armatur mit Sicherheitsfunktion |

## Elektrische Mess-, Steuerungs- und Regelungstechnik

Allgemeiner Aufbau eines EMSR-Stellensymbols nach DIN 19227

Wie bereits eingangs erwähnt, geht das R&I-Fließbild aus dem Verfahrensfließbild im Wesentlichen durch Ergänzung der elektrischen Mess-, Steuerungs- und Regelungstechnikaufgaben (EMSR-Aufgaben) hervor, welche zur Automatisierung des Prozesses nötig sind. Die EMSR-Stellen werden gelegentlich auch als prozessleittechnische Stellen (PLT-Stellen) bezeichnet. Die EMSR-Aufgaben werden gemäß DIN 19227 dargestellt.
In der nebenstehenden Abbildung ist der allgemeine Aufbau eines EMSR-Stellensymbols nach DIN 19227 dargestellt. In der oberen Zeile wird die Funktionalität der EMSR-Stelle mit Kennbuchstaben dargestellt. Die untere Zeile enthält identifizierende Bezeichnungen, welche meist als laufende Nummern von der Projektierungsfirma festgesetzt werden. Weiterhin gibt die graphische Darstellung des EMSR-Stellensymbols zum einen Aufschluss über die Art und Weise, wie EMSR-Aufgaben realisiert werden, zum anderen lässt sich daran auch erkennen, wie die Bedienung und Beobachtung (B&B) umgesetzt wird.
|                                                                       | örtlich                                                | im örtlichen Leitstand                             | in der Prozessleitwarte                         |
| --------------------------------------------------------------------- | ------------------------------------------------------ | -------------------------------------------------- | ----------------------------------------------- |
| EMSR-Aufgaben allgemein (konventionelle Realisierung)                 | EMSR-Stellensymbol allgemein & örtlich                 | EMSR-Stellensymbol allgemein & örtlicher Leitstand | EMSR-Stellensymbol allgemein & Prozessleitwarte |
| EMSR-Aufgaben, die mit SPS-Technik (Prozessrechner) realisiert werden | EMSR-Stellensymbol SPS-Technik & örtlich               | EMSR-Stellensymbol allgemein & örtlicher Leitstand | EMSR-Stellensymbol allgemein & Prozessleitwarte |
| EMSR-Aufgaben, die mit Prozessleitsystemen (PLS) realisiert werden    | EMSR-Stellensymbol Prozessleitsystemen (PLS) & örtlich | EMSR-Stellensymbol allgemein & örtlicher Leitstand | EMSR-Stellensymbol allgemein & Prozessleitwarte |

Bei EMSR-Stellen, die konventionell realisiert oder allgemein dargestellt werden, wird das Symbol mit einem Kreis dargestellt. Bei EMSR-Stellen, die mit einem Prozessrechner (SPS-Technik) umgesetzt werden, verwendet man im Allgemeinen ein Sechseck als Symbol. Eine EMSR-Stelle, die über ein Prozessleitsystem (PLS) realisiert wird, wird über ein Quadrat mit eingeschriebenen Kreis dargestellt. Weiterhin kann auch unterschieden werden, wie die EMSR-Stelle im Bezug auf Bedienung & Beobachtung (B&B) ausgelegt ist. Läuft die Bedienung und Beobachtung nur vor Ort, also örtlich, ab, so wird zwischen der Kennzeichnung der EMSR-Stelle (Kennbuchstaben) und der fortlaufenden Nummer kein Querstrich gezeichnet. Ist die Bedienung und Beobachtung in einem örtlichen Leitstand, z. B. an einem örtlichen Computer im Maschinenhaus als Teil der Gesamtanlage, möglich, so werden Kennbuchstaben und Nummerierung der EMSR-Stelle durch einen doppelten Querstrich getrennt. Ist schließlich die Bedienung und Beobachtung über die zentrale Prozessleitwarte der Anlage realisiert, so werden die Kennbuchstaben und Nummerierung der EMSR-Stelle durch einen einfachen Querstrich getrennt. Je nach Länge des eingeschriebenen Textes können die EMSR-Stellensymbole auch zu einem Langsymbol werden.
Die Kennzeichnung einer EMSR-Stelle erfolgt durch sogenannte Kennbuchstaben, die Messgrößen, andere Eingangsgrößen und ihre Verarbeitung darstellen. Die Kennbuchstaben werden in der oberen Zeile des EMSR-Stellenkreises eingezeichnet. Dabei ist die folgende Reihenfolge zu beachten:
- Erstbuchstabe
- Ergänzungsbuchstabe
- 1. Folgebuchstabe
- 2. Folgebuchstabe

Gegebenenfalls sind auch weitere Folgebuchstaben möglich.
In der nachfolgenden Tabelle sind die Kennbuchstaben nach DIN 19227 dargestellt:
| Kennbuchstabe | Gruppe 1: Messgröße oder andere Eingangsgröße, Stellglied                | Gruppe 1: Messgröße oder andere Eingangsgröße, Stellglied | Gruppe 2: Verarbeitung                                                               |
| Kennbuchstabe | Erstbuchstabe                                                            | Ergänzungsbuchstabe                                       | Folgebuchstabe                                                                       |
| --- | ------------------------------------------------------------------------ | --------------------------------------------------------- | ------------------------------------------------------------------------------------ |
| A | 1)                                                                       | -                                                         | Störungsmeldung (engl.: alarm)                                                       |
| B | 1)                                                                       | -                                                         | -                                                                                    |
| C | 1)                                                                       | -                                                         | selbsttätige Regelung (engl.: control)                                               |
| D | Dichte (engl.: density)                                                  | Differenz (engl.: difference)                             | -                                                                                    |
| E | elektrische Größen (engl.: electric)                                     | -                                                         | Aufnehmerfunktion                                                                    |
| F | Durchfluss, Durchsatz (engl.: flow)                                      | Verhältnis (engl.: fraction)                              | -                                                                                    |
| G | Abstand, Länge, Stellung, Dehnung, Amplitude                             | -                                                         | -                                                                                    |
| H | Handeingabe, Handeingriff 2)                                             | -                                                         | oberer Grenzwert (engl.: high)                                                       |
| I | 1) 3)                                                                    | -                                                         | Anzeige (engl.: indication)                                                          |
| J | 1)                                                                       | Messstellenabfrage                                        | -                                                                                    |
| K | Zeit                                                                     | -                                                         | frei verfügbar                                                                       |
| L | Stand (auch von Trennschicht) (engl.: level)                             | -                                                         | unterer Grenzwert (engl.: low)                                                       |
| M | Feuchte (engl.: moisture)                                                | -                                                         | frei verfügbar                                                                       |
| N | frei verfügbar                                                           | -                                                         | -                                                                                    |
| O | frei verfügbar 3)                                                        | -                                                         | Sichtzeichen, Ja/Nein-Anzeige (nicht Störungsmeldung)                                |
| P | Druck (engl.: pressure)                                                  | -                                                         | -                                                                                    |
| Q | Stoffeigenschaft, Qualitätsgrößen 4), Integral, Analyse (engl.: quality) | Integral, Summe (engl.: quantity)                         | -                                                                                    |
| R | Strahlungsgrößen (engl.: radiation)                                      | -                                                         | Registrierung 6) (engl.: recording)                                                  |
| S | Geschwindigkeit, Drehzahl, Frequenz (engl.: speed)                       | -                                                         | Schaltung, Ablaufsteuerung, Verknüpfungssteuerung                                    |
| T | Temperatur (engl.: temperature)                                          | -                                                         | Messumformer-Funktion                                                                |
| U | zusammengesetzte Größen 5) (für Regelkreise mit mehreren Eingängen)      | -                                                         | zusammengefasste Antriebsfunktionen                                                  |
| V | Viskosität (engl.: viscosity)                                            | -                                                         | Stellgeräte-Funktion                                                                 |
| W | Gewichtskraft, Masse (engl.: weight)                                     | -                                                         | -                                                                                    |
| X | sonstige Größen                                                          | -                                                         | -                                                                                    |
| Y | frei verfügbar                                                           | -                                                         | Rechenfunktion                                                                       |
| Z | 1)                                                                       | -                                                         | Noteingriff, Schutz durch Auslösung, Schutzeinrichtung, sicherheitsrelevante Meldung |
| + |                                                                          | -                                                         | oberer Grenzwert                                                                     |
| – |                                                                          | -                                                         | unterer Grenzwert                                                                    |
| / |                                                                          | -                                                         | Zwischenwert                                                                         |
| 1) für spätere Normung vorbehalten 2) alle Eingriffe und Eingaben durch den Menschen 3) wegen der Verwechslungsgefahr mit den Ziffern 1 und 0 möglichst zu vermeiden 4) Qualitätsgrößen sind z. B. Konzentration, pH-Wert, Leitfähigkeit, Heizwert, Wobbe-Zahl, Flammpunkt, Farbzahl, Brechungsindex, Konsistenz 5) aus mehreren Größen zusammengesetzte Eingangsgröße, soweit sie nicht durch andere Kennbuchstaben dargestellt werden kann 6) Registrierung ist der Sammelbegriff für Ausgabe mit Speicherfunktion. Die Art der Speicherung wird dabei nicht unterschieden. |                                                                          |                                                           |                                                                                      |